# Okres Svitavy

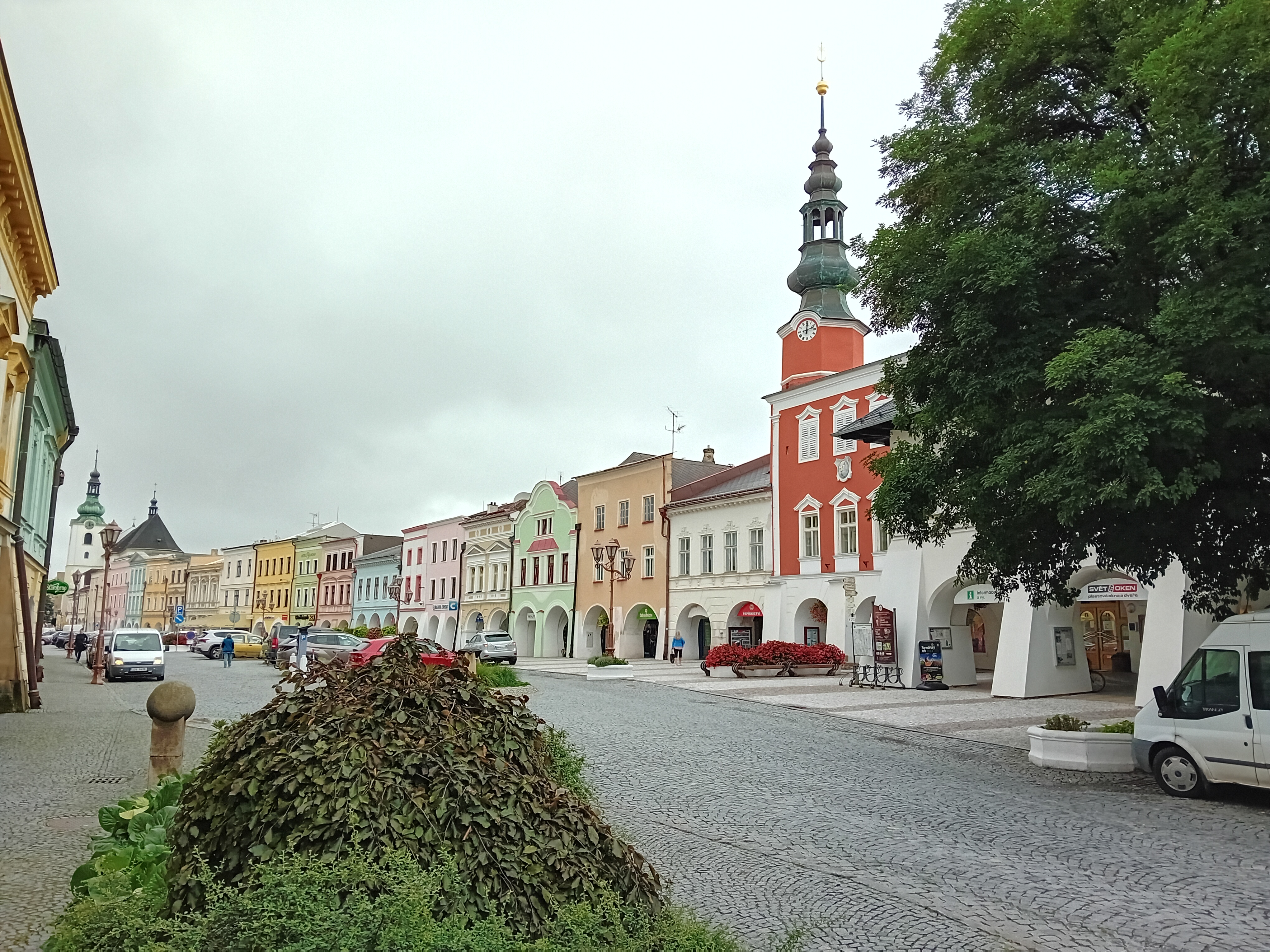
Centrum okresního města

Okres Svitavy je okresem v Pardubickém kraji. Jeho dřívějším sídlem bylo město Svitavy.
V rámci kraje sousedí na západě s okresem Chrudim a na severu s okresem Ústí nad Orlicí. Dále pak sousedí na severovýchodě, východě a jihovýchodě s okresy Šumperk, Olomouc a Prostějov Olomouckého kraje, na jihu s okresem Blansko Jihomoravského kraje a na jihozápadě s okresem Žďár nad Sázavou Kraje Vysočina.
Okres Svitavy se rozkládá na obou stranách bývalé zemské hranice Čech a Moravy. 44 obcí včetně města Svitavy leží na Moravě, k 1. lednu 2007 zde žilo 48 864 obyvatel, v 67 obcích v Čechách žilo 50 885 obyvatel, pět obcí s 4 837 obyvateli pak leží po obou stranách zemské hranice (Brněnec, Březová nad Svitavou, Kamenná Horka, Karle, Radiměř).[zdroj?]

## Struktura povrchu
K 31. prosinci 2003 měl okres celkovou plochu 1 334,72 km², z toho:
- 60,89 % zemědělských pozemků, kterou z 75,52 % tvoří orná půda (48,37 % rozlohy okresu)
- 39,11 % ostatní pozemky, z toho 79,44 % lesy (31,07 % rozlohy okresu)

## Demografické údaje
Data k 31. prosinci 2020:
| Popis          | Celkem  | Ženy   | Muži   |
| -------------- | ------- | ------ | ------ |
| počet obyvatel | 104 333 | 53 682 | 50 651 |
| průměrný věk   | 42,6    | 43,9   | 41,3   |

- hustota zalidnění: 76 ob./km²
- 53,08 % obyvatel žije ve městech

### Zaměstnanost
(2003)
| Počet obyvatel se stálým zaměstnáním | 25 755    |
| Průměrný plat                        | 13 800 Kč |
| Nezaměstnaných                       | 6 818     |
| Míra nezaměstnanosti (2020)          | 2,67 %    |

### Školství
(2003)
| Druh školy                     | Počet škol |
| ------------------------------ | ---------- |
| Mateřské školy                 | 80         |
| Základní školy                 | 60         |
| Gymnázia                       | 5          |
| Střední školy průmyslové školy | 8          |
| Střední odborná učiliště       | 5          |
| Vyšší odborné školy            | 3          |

### Zdravotnictví
(2003)
| Lékaři                          | 355 |
| Nemocnice                       | 4   |
| Specializovaná léčebná zařízení | 1   |
| Zubní lékaři                    | 50  |
| Lékárny                         | 15  |

### Zdroj
- Český statistický úřad

## Silniční doprava
Okresem prochází silnice I. třídy I/34, I/35 a I/43.
Silnice II. třídy jsou II/315, II/317, II/353, II/357, II/358, II/359, II/360, II/362, II/363, II/364, II/365, II/366, II/368, II/371, II/372, II/374 a II/644.

## Železniční doprava
Okresem procházejí železniční tratě : Brno – Česká Třebová, Choceň–Litomyšl, Svitavy – Žďárec u Skutče, Třebovice v Čechách – Chornice – Prostějov/Velké Opatovice.  

## Seznam obcí a jejich částí
Města jsou uvedena tučně, městyse kurzívou, části obcí malince.

Banín • Bělá nad Svitavou • Bělá u Jevíčka (Smolná) • Benátky • Bezděčí u Trnávky (Unerázka) • Biskupice (Zálesí) • Bohuňov • Bohuňovice • Borová • Borušov (Svojanov) • Brněnec (Chrastová Lhota • Moravská Chrastová • Podlesí) • Březina (Šnekov) • Březinky (Nectava) • Březiny • Březová nad Svitavou • Budislav • Bystré (Hamry) • Cerekvice nad Loučnou (Pekla) • Čistá • Desná • Dětřichov • Dětřichov u Moravské Třebové • Dlouhá Loučka • Dolní Újezd (Jiříkov • Václavky) • Gruna (Žipotín) • Hartinkov • Hartmanice • Horky • Horní Újezd • Hradec nad Svitavou • Chmelík • Chornice • Chotěnov • Chotovice • Chrastavec (Půlpecen) • Janov (Gajer • Mendryka) • Janůvky • Jaroměřice (Nový Dvůr) • Jarošov • Javorník • Jedlová •  Jevíčko (Zadní Arnoštov) • Kamenec u Poličky (Jelínek) • Kamenná Horka • Karle (Ostrý Kámen) • Koclířov (Hřebeč) • Korouhev (Lačnov) • Koruna • Křenov • Kukle • Kunčina (Nová Ves) • Květná • Lavičné • 
Linhartice •  Litomyšl (Kornice • Lány • Litomyšl-Město • Nedošín • Nová Ves u Litomyšle • Pazucha • Pohodlí • Suchá • Zahájí • Záhradí) • Lubná • Makov • 
Malíkov • Městečko Trnávka (Bohdalov • Lázy • Ludvíkov • Mezihoří • Nová Roveň • Pacov • Pěčíkov • Petrůvka • Plechtinec • Přední Arnoštov • Stará Roveň) • Mikuleč • 
Mladějov na Moravě • Morašice (Lažany • Řikovice • Višňáry) • 
Moravská Třebová (Boršov • Město • Předměstí • Sušice • Udánky) • Nedvězí • Němčice (Člupek • Pudilka • Zhoř) • Nová Sídla (Sedlíšťka) • Nová Ves u Jarošova • Oldřiš • Opatov • Opatovec • Osík • Pohledy (Horní Hynčina) • Polička (Polička-Město • Dolní Předměstí • Horní Předměstí • Lezník • Modřec • Střítež) • Pomezí • 
Poříčí u Litomyšle (Mladočov • Zrnětín) • 
Příluka • Pustá Kamenice • Pustá Rybná • Radiměř • Radkov • Rohozná (Manova Lhota) • Rozhraní • Rozstání • Rudná • Rychnov na Moravě • Řídký • Sádek • Sebranice (Vysoký Les) • Sedliště • Sklené • Slatina (Březinka) • Sloupnice (Dolní Sloupnice • Horní Sloupnice • Končiny 1.díl • Končiny 2.díl) • Staré Město (Bílá Studně • Petrušov • Radišov) • Stašov • Strakov • Suchá Lhota • Svitavy (Lačnov • Lány • Město • Předměstí) • Svojanov (Dolní Lhota • Hutě • Předměstí • Starý Svojanov • Studenec) • Široký Důl • Študlov • Telecí • Trpín (Hlásnice) • Trstěnice • Tržek • Třebařov • Újezdec • Útěchov • Vendolí • Vidlatá Seč • Víska u Jevíčka • Vítějeves • Vlčkov • Vranová Lhota • Vrážné • Vysoká • Želivsko (Horákova Lhota)

## Seznam správních obvodů obcí s rozšířenou působností
Okres se skládá ze čtyř správních obvodů obcí s rozšířenou působností, které jsou shodné se správními obvody obcí s pověřeným úřadem:
- Svitavy
- Polička
- Moravská Třebová
- Polička

## Řeky
- Svitava
- Desná
- Jevíčka
- Hodonínka
- Křetínka
- Loučná
- Třebovka
- Třebůvka